# Хто ти, Еллі?
«Хто ти, Еллі?» — радянський художній фільм 1990 року, знятий режисером Мірадом Мінжілкієвим.

## Сюжет
Боротьба «м'ясної» мафії з нарко-збройовою мафією, що набирає обертів. Головний герой Еллі — симпатичний молодий чоловік, спортсмен, наркокур'єр і кілер наркомафії. Він ніби герой 1990-х, адже в ньому поєднуються жорстокість, сила, ніжність, доброта. У нього миттєва реакція і влучне око, міцна мускулатура і холодний розум. Друзі кличуть його просто Еллі, а «батьки міста» за ним, як за кам'яною стіною. Однак і він не господар своєї долі…

## У ролях
- Асан Сарбагішев — Еллі
- Асель Ешимбекова — Гульсана
- Акилбек Мураталієв — Скорпі
- Анвар Рискулов — Таксир
- Ірина Мельник — Ельвіра
- Женіс Калкабеков — Еркін
- Асанбек Умуралієв — полковник
- Едільбек Чокубаєв — Настар
- Т. Садиков — бухгалтер
- Жеенбек Мукамбетов — Дік
- Антон Сіверс — Макс
- Р. Токтогазієв — Колючий
- Рисбек Козубеков — Сакен
- Б. Каракеєв — Чорі
- Б. Жетимишбаєв — Белек
- А. Амракулов — Алі
- Ашир Чокубаєв — епізод
- Гульнара Абдикадирова — дружина
- Юрій Прокоф'єв — епізод
- Т. Усенов — епізод
- Сергій Ніколаєв — Маркін
- М. Марусін — епізод
- П. М'ясников — епізод
- Петро Юрченков — епізод
- Євген Нікітін — епізод
- В. Дюшеналієв — епізод
- Е. Ібрагімов — епізод
- Ю. Камбарова — Заріна
- О. Тютюнников — епізод
- П. Мещеряков — епізод
- В. Грудніков — епізод

## Знімальна група
- Режисер — Мірад Мінжілкієв
- Сценаристи — Мірад Мінжілкієв, Асан Сарбагішев, Сапар Хаманбаєв
- Оператор — Марс Умаров
- Композитор — Анатолій Лях
- Художники — Тілек Касимов, Жиргал Матібраїмов